# Рістемяе
Рістемяе (ест. Ristemäe) — село в Естонії, входить до складу волості Риуге, повіту Вирумаа.